# ميغيل تروفوادا
ميغيل تروفوادا (وُلِدَ في 27 ديسمبر 1936) هو سياسي من ساو تومي وبرينسيب،وعضو في حزب العمل الديمقراطي المستقل،شغل منصب رئيس ساو تومي وبرينسيب لمرتين،أولها من 3 أبريل 1991 حتى 15 أغسطس 1995،وفي المرة الثانية من 21 أغسطس 1995 حتى 3 سبتمبر 2001،كما شغل منصب رئيس الوزراء من 12 يوليو 1975 حتى 9 أبريل 1979.